# Comuna Vîșneve, Demîdivka
Vîșneve (în ucraineană Вишневе) este o comună în raionul Demîdivka, regiunea Rivne, Ucraina, formată din satele Kneahînîne, Ohmatkiv, Perekali și Vîșneve (reședința).

## Demografie
Componența lingvistică a comunei Vîșneve
     Ucraineană (99,54%)
     Alte limbi (0,46%)
Conform recensământului din 2001, majoritatea populației comunei Vîșneve era vorbitoare de ucraineană (99,54%), existând în minoritate și vorbitori de alte limbi.